# وثن (یمن)
 وثن  نام روستایی است در وادی (بلد عّقد)، در ناحیهٔ (موتک) ن از توابع استان حُدَیده در کشور یمن در شبه جزیره عربستان است. 
جمعیت آن ۱۰۹ نفر (۶ خانوار) می‌باشد.